# Aféra s náhrdelníkem
Aféra s náhrdelníkem (v anglickém originále Affair of the Necklace) je americké historické filmové drama z roku 2001. Režisérem filmu je Charles Shyer a do hlavních rolí obsadil Hilary Swank, Jonathana Pryce, Simona Bakera, Adriena Brodyho a Briana Coxe.
Kromě dalších lokalit se film také natáčel v zámcích Lednice a Valtice, v chrámu sv. Barbory v Kutné Hoře a také v Barrandovských studiích v Praze.
Ve filmu se tak objevuje i několik českých herců. K nim patří Rudolf Bok, Petr Hnetkovský, René Hájek či Jindřich Klaus.

## Ocenění
Film byl nominován na Oscara a Satellite Award za nejlepší kostýmy. V obou případedch ale prohrál s Moulin Rouge!.

## Obsazení
| Hilary Swanková    | Jeanne Saint-Rémy de Valois |
| Jonathan Pryce     | kardinál Louis de Rohan     |
| Simon Baker        | Retaux de Vilette           |
| Adrien Brody       | Nicolas de la Motte         |
| Brian Cox          | ministr Breteuil            |
| Joely Richardson   | Marie Antoinetta            |
| Christopher Walken | Cagliostro                  |
| Paul Brooke        | Bohmer                      |
| Peter Eyre         | Bassenge                    |
| Simon Kunz         | ministr titulů              |
| Hayden Panettiere  | malá Jeanne                 |
| Frank McCusker     | Abel                        |
| Simon Shackleton   | Ludvík XVI.                 |
| Hermione Gulliford | Nicole Leguay d'Oliva       |
| Geoffrey Hutchings | předseda soudu D'Aligre     |
| Victoria Shalet    | Coline                      |
| Cristina Bill      | matka Jeanne                |
| James Larkin       | otec Jeanne                 |
| Miranda Pleasence  | Rosalie                     |
| George Madzia      |                             |